# (28484) Aishwarya
(28484) Aishwarya est un astéroïde de la ceinture principale d'astéroïdes.

## Description
(28484) Aishwarya est un astéroïde de la ceinture principale d'astéroïdes. Il fut découvert le 2 février 2000 à Socorro (Nouveau-Mexique) par le projet LINEAR. Il présente une orbite caractérisée par un demi-grand axe de 2,21 UA, une excentricité de 0,17 et une inclinaison de 4,7° par rapport à l'écliptique.

## Compléments